# François-Xavier Bustillo
François-Xavier kardinál Bustillo, OFMConv. (* 23. listopadu 1968, Pamplona) je původem španělský katolický biskup působící ve Francii, který je od roku 2021 biskupem ajaccijským a kardinál.

## Stručný životopis
Po gymnaziálních studiích v malém semináři vstoupil do minoritského postulantátu v Padově, kde také studoval základní kurzy filosofie a teologie. V roce 1992 složil slavné sliby, roku 1994 přijal kněžské svěcení. Roku 1997 obdržel licenciát z teologie na Katolické univerzitě v Toulouse. Roku 1994 s několika dalšími spolubratřími založil minoritský konvent sv. Bonaventury v Narbonne. V letech 2006–2018 byl provinčním minoritským kustodem ve Francii a Belgii. V květnu 2021 jej papež František jmenoval biskupem v Ajacciu.  O Velikonocích 2022 daroval papež František všem kněžím, kteří s ním koncelebrovali na missa chrismatis, italskou verzi jeho knihy „Svědkové, ne funkcionáři. Kněz v době epochálních změn”.

## Kardinálská kreace
V neděli 9. července 2023 papež František ohlásil, že v konzistoři dne 30. září 2023 jmenuje 21 nových kardinálů, mezi nimi i Monsignora Bustilla. Je správce katedrály Santa Maria Immacolata di Lourdes a Boccea.

## Dílo
- François-Xavier Bustillo, La fraternità pasquale. Raccontare la vita comunitaria, EMP 2013, ISBN 978-8825033953
- François-Xavier Bustillo, La vocation du prêtre face aux crises: La fidélité créatrice, Éditions Nouvelle Cité, Bruyères-le-Châtel 2021, ISBN 978-2-37582-242-5.
- François-Xavier Bustillo, Testimoni, non funzionari. Il sacerdote dentro il cambiamento d'epoca, Libreria Editrice Vaticana 2022, ISBN 978-8826607078.